# Medinilla nana
Medinilla nana là một loài thực vật có hoa trong họ Mua. Loài này được S.Y. Hu mô tả khoa học đầu tiên năm 1952.